# Liste des épisodes de Babylon 5
Cette page présente la liste des épisodes de la série télévisée Babylon 5.

## Pilote (1993)
- Premier contact vorlon (The Gathering)

## Première saison (1994):Symboles et présages
1. L’Attaque des Narns (Midnight on the Firing Line)
2. Le Chasseur d’âmes (Soul Hunter)
3. Le Dossier pourpre (Born to the Purple)
4. L’Infection (Infection)
5. Le Parlement des rêves (The Parliament of Dreams)
6. Guerre mentale (Mind War)
7. Leçon de tolérance (The War Prayer)
8. Souvenirs mystérieux (And the Sky Full of Stars)
9. La Brute (Deathwalker)
10. Les Élus de Dieu (Believers)
11. Le Complot (Survivors)
12. La Grève des dockers (By Any Means Necessary)
13. Symboles et présages (Signs and Portents)
14. Combat interstellaire (TKO)
15. Le Saint Graal (Grail)
16. Le Rival (Eyes)
17. Héritages (Legacies)
18. Une voix dans l'espace - 1re partie (A Voice in the Wilderness - Part 1)
19. Une voix dans l'espace - 2e partie (A Voice in the Wilderness - Part 2)
20. Babylon 4, le vaisseau fantôme (Babylon Squared)
21. Une faute habilement rachetée (The Quality of Mercy)
22. Chrysalide (Chrysalis)

## Deuxième saison (1994-1995):La Venue des ombres
1. Nouveau Départ (Points of Departure)
2. Révélations (Revelations)
3. La Géométrie des Ombres (The Geometry of Shadows)
4. Une étoile éloignée (A Distant Star)
5. L’Ennemi du passé (The Long Dark)
6. L’Espion (A Spider in the Web)
7. Compagnons d’âme (Soul Mates)
8. Les Télépathes de l’ombre (A Race Through Dark Places)
9. La Venue des Ombres (The Coming of Shadows)
10. Les Troufions (GROPOS)
11. Seul dans la nuit (All Alone in the Night)
12. Sacrifices (Acts of Sacrifice)
13. La Traque (Hunter, Prey)
14. Mentir pour l’honneur (There All the Honor Lies)
15. Reportage (And Now For a Word)
16. Dans l’ombre de Z’ha’dum (In the Shadow of Z’ha’dum)
17. Le Duel (Knives)
18. Le Châtiment divin (Confessions and Lamentations)
19. Examens de confiance (Divided Loyalties)
20. L’Armée de lumière (The Long Twilight Struggle)
21. L’Inquisiteur (Comes the Inquisitor)
22. Crépuscule (The Fall of Night)

## Troisième saison (1995-1996):Point de non retour
1. L’Étoile céleste (Matters of Honor)
2. Convictions (Convictions)
3. Au cœur du conflit (A Day in the Strife)
4. Les Jardins de Gethsemani (Passing Through Gethsemane)
5. Les Voix de l’autorité (Voices of Authority)
6. Dépendance (Dust to Dust)
7. Exogénèse (Exogenesis)
8. Message terrestre (Messages from Earth)
9. Point de non retour (Point of No Return)
10. La Fin des rêves (Severed Dreams)
11. Renaissances (Ceremonies of Light and Dark)
12. Le Secret de Vir (Sic Transit Vir)
13. Le Chevalier de la Table Ronde (A Late Delivery from Avalon)
14. Vaisseau de larmes (Ship of Tears)
15. Le temps est venu (Interludes and Examinations)
16. La Guerre sans fin - 1re partie (War Without End - Part 1)
17. La Guerre sans fin - 2e partie (War Without End - Part 2)
18. Le Cheminement (Walkabout)
19. Le secteur Gris 17 ne répond plus (Grey 17 Is Missing)
20. Mélodie œcuménique (And the Rock Cried Out, No Hiding Place)
21. Instants décisifs (Shadow Dancing)
22. Z’ha’dum (Z’Ha’Dum)

## Quatrième saison (1996-1997):Ni reddition, ni retraite
1. L’Heure du loup (The Hour of the Wolf)
2. À la recherche de M. Garibaldi (Whatever Happened to Mr Garibaldi ?)
3. Préparatifs de guerre (The Summoning)
4. Chute libre vers l’apothéose (Falling Toward Apotheosis)
5. Une nuit d’attente (The Long Night)
6. L’Épreuve du feu (Into the Fire)
7. Guerre psychologique (Epiphanies)
8. L’Illusion de la vérité (The Illusion of Truth)
9. Le Pardon (Atonement)
10. À la poursuite de Mars (Racing Mars)
11. Lignes de communication (Lines of Communication)
12. Conflit d’intérêts (Conflicts of Interest)
13. Leurres et rumeurs (Rumors, Bargains and Lies)
14. Moments de transition (Moments of Transition)
15. Ni reddition, ni retraite (No Surrender, No Retreat)
16. Le Pouvoir absolu (The Exercise of Vital Powers)
17. La Face cachée de l’ennemi (The Face of the Enemy)
18. Fractions temporelles (Intersections in Real Time)
19. Entre les ténèbres et la lumière (Between the Darkness and the Light)
20. Jusqu’à la victoire finale (Endgame)
21. La Nouvelle Alliance (Rising Star)
22. L’Effondrement d’un mythe (The Deconstruction of Falling Stars)

## Cinquième saison (1997-1998):La Spirale infernale
1. Pas de compromis (No Compromises)
2. La Longue Nuit de Londo (The Very Long Night of Londo Mollari)
3. L’Animal idéal (The Paragon of Animals)
4. Un point de vue personnel (A View from the Gallery)
5. Meurtres à la chaîne (Learning Curve)
6. Relations étranges (Strange Relations)
7. Secrets de l’âme (Secrets of the Soul)
8. Le Jour des morts (Day of the Dead)
9. La Révolte des télépathes (In the Kingdom of the Blind)
10. Le Crépuscule des télépathes (A Tragedy of Telepaths)
11. La Renaissance du phénix (Phoenix Rising)
12. Au bord de l’abîme (The Ragged Edge)
13. Le corps est le père, le corps est la mère (The Corps is Mother, The Corps is Father)
14. Méditation en apesanteur (Meditations on the Abyss)
15. La Montée des ténèbres (Darkness Ascending)
16. La Flamme de la vie (And All My Dreams, Torn Asunder)
17. Guerre et ombre (Movements of Fire and Shadow)
18. La Chute de Centauri 1er (The Fall of Centauri Prime)
19. La Spirale infernale (Wheel of Fire)
20. Préparatifs de départ (Objects in Motion)
21. Le Grand Départ (Objects at Rest)
22. L’Aube au crépuscule (Sleeping in Light)

### Scripts
Joseph Michael Straczynski, The Babylon 5 Scripts of J. Michael Straczynski, 15 volumes prévus, octobre 2005-(en cours). Chaque volume comprend une poignée de scripts - dont des versions non filmées - de la partie des épisodes écrits par Straczynski. Ils sont complétés par une introduction sur l'histoire de la création de la série ou sur la portée souhaitée ou consécutive d'un épisode. Les conclusions des volumes comprennent des mails de Straczynski sur les devenirs de la série à différents moments de sa carrière.